# 李維第
李維第（?—?），直隸省深州人，清朝政治人物、進士出身。
光緒三十年，會試第200名；殿試登進士三甲第100名，后分發為知縣。